# Ла-Мадера (Нью-Мексико)
Ла-Мадера (англ. La Madera) — переписна місцевість (CDP) в США, в окрузі Ріо-Арріба штату Нью-Мексико. Населення — 140 осіб (2020).

## Географія
Ла-Мадера розташована за координатами 36°22′36″ пн. ш. 106°2′35″ зх. д. / 36.37667° пн. ш. 106.04306° зх. д. (36.376682, -106.043173).  За даними Бюро перепису населення США в 2010 році переписна місцевість мала площу 11,50 км², з яких 11,50 км² — суходіл та 0,00 км² — водойми.

### Клімат
Місто знаходиться у зоні, котра характеризується вологим континентальним кліматом з теплим літом. Найтепліший місяць — липень із середньою температурою 20.8 °C (69.4 °F). Найхолодніший місяць — січень, із середньою температурою -1.7 °С (29 °F).
| Клімат Ла-Мадери        | Клімат Ла-Мадери | Клімат Ла-Мадери | Клімат Ла-Мадери | Клімат Ла-Мадери | Клімат Ла-Мадери | Клімат Ла-Мадери | Клімат Ла-Мадери | Клімат Ла-Мадери | Клімат Ла-Мадери | Клімат Ла-Мадери | Клімат Ла-Мадери | Клімат Ла-Мадери | Клімат Ла-Мадери |
| Показник                | Січ.             | Лют.             | Бер.             | Квіт.            | Трав.            | Черв.            | Лип.             | Серп.            | Вер.             | Жовт.            | Лист.            | Груд.            | Рік              |
| Абсолютний максимум, °C | 18,3             | 21,1             | 26,7             | 27,8             | 37,2             | 37,8             | 37,8             | 37,2             | 34,4             | 31,1             | 22,8             | 18,9             | 37,8             |
| Середній максимум, °C   | 5,6              | 8,2              | 12,3             | 17,2             | 22,4             | 27,3             | 29,5             | 28,1             | 25,1             | 19,4             | 11,4             | 6,2              | 17,7             |
| Середня температура, °C | −1,7             | 0,8              | 4,3              | 8,6              | 13,4             | 17,8             | 20,8             | 19,7             | 16,3             | 10,8             | 3,8              | −0,9             | 9,4              |
| Середній мінімум, °C    | −8,9             | −6,6             | −3,8             | −0,1             | 4,3              | 8,3              | 12,1             | 11,3             | 7,7              | 2,2              | −3,8             | −7,9             | 1,2              |
| Абсолютний мінімум, °C  | −28,9            | −23,3            | −21,1            | −15              | −8,3             | −3,3             | 0,6              | 3,3              | −3,9             | −17,2            | −23,3            | −23,3            | −28,9            |
| Норма опадів, мм        | 18               | 16               | 20               | 19               | 25               | 20               | 42               | 53               | 34               | 27               | 18               | 16               | 309              |
| Днів з опадами          | 5                | 5                | 5                | 5                | 6                | 5                | 10               | 11               | 7                | 5                | 4                | 4                | 72               |
| Днів зі снігом          | 3,2              | 2,8              | 1,8              | 0,6              | 0                | 0                | 0                | 0                | 0                | 0,2              | 1,2              | 2,7              | 12,5             |
| ----------------------- | ---------------- | ---------------- | ---------------- | ---------------- | ---------------- | ---------------- | ---------------- | ---------------- | ---------------- | ---------------- | ---------------- | ---------------- | ---------------- |
| Джерело: Weatherbase    |                  |                  |                  |                  |                  |                  |                  |                  |                  |                  |                  |                  |                  |

## Демографія
Згідно з переписом 2010 року, у переписній місцевості мешкали 154 особи в 68 домогосподарствах у складі 35 родин. Густота населення становила 13 особи/км².  Було 82 помешкання (7/км²).
Расовий склад населення:
| - 60,4 % — білих - 2,6 % — чорних або афроамериканців - 0,6 % — корінних американців - 30,5 % — осіб інших рас |

До двох чи більше рас належало 5,8 %. Частка іспаномовних становила 72,7 % від усіх жителів.
За віковим діапазоном населення розподілялося таким чином: 18,2 % — особи молодші 18 років, 61,0 % — особи у віці 18—64 років, 20,8 % — особи у віці 65 років та старші. Медіана віку мешканця становила 47,3 року. На 100 осіб жіночої статі у переписній місцевості припадало 105,3 чоловіків;  на 100 жінок у віці від 18 років та старших — 93,8 чоловіків також старших 18 років.
Цивільне працевлаштоване населення становило 37 осіб. Основні галузі зайнятості: мистецтво, розваги та відпочинок — 100,0 %.